# Jan Chrzciciel Faubel Cano
Jan Chrzciciel Faubel Cano, właśc. hiszp. Juan Bautista Faubel Cano (ur. 3 stycznia 1889, zm. 28 sierpnia 1936) – hiszpański członek Akcji Katolickiej, męczennik chrześcijański i błogosławiony Kościoła rzymskokatolickiego.

## Życiorys
Został ochrzczony w kościele parafialnym Wniebowzięcia Matki Bożej w Lirii. Uczęszczał do szkoły narodowej. Poślubił Beatriz Martinez Olba i z tego związku urodziło się troje dzieci.
Potem został członkiem Akcji Katolickiej. W dniu 6 sierpnia 1936 roku, gdy przyszedł do domu został zabrany przez bojowników do więzienia. Kilka dni później został przeniesiony do więzienia w San Miguel de los Reyes. Został stracony przez rozstrzelanie 28 sierpnia 1936 roku.
Beatyfikował go papież Jan Paweł II w dniu 11 marca 2001 roku w grupie 233 męczenników.